# NGC 4315
NGC 4315 este o galaxie situată în constelația Fecioara. A fost descoperită în  de către .